# Autostrada A71 (Grecja)
Autostrada A71 (gr. αυτοκινητόδρομος 71, Aftokinitodromos 71) – autostrada znajdująca się na terytorium Grecji. Przebiega ona przez region Peloponez, łącząc autostradę A7 w pobliżu Megalopolis ze Spartą i dalej Gythio. Autostrada oddana została do użytku dnia 18 kwietnia 2016 roku.